# Добровольский, Виктор Николаевич
Ви́ктор Никола́евич Доброво́льский (укр. Віктор Миколайович Добровольський; 1906, Одесса —1984, Киев) — советский, украинский актёр театра и кино, мастер художественного слова (чтец). Народный артист СССР (1960). Лауреат Сталинской премии второй степени (1951).

## Биография
Родился 10 (23) января 1906 года в Одессе (ныне — Украина) в семье священника.
Детство прошло в селе Лысая Гора Херсонской губернии, где его отец служил настоятелем церкви Петра и Павла.
В 1914—1918 годах учился в Земском реальном училище в Елисаветграде, в 1920—1922 — в Одесском электротехникуме связи (ныне Одесская национальная академия связи имени А. С. Попова).
В 1922 году начал сценическую деятельность в Одесском народном театре. В 1926—1927 годах — актёр Одесского театра «Робсельтеатр» (филиал театра украинской Госдрамы), в 1927—1928 — театра украинской Госдрамы (ныне Одесский академический украинский музыкально-драматический театр им. В. Василько), одновременно учился в студии при театре под руководством Л. Гаккебуш и В. Василько (окончил в 1928).
С 1928 года — актёр Харьковского Краснозаводского рабочего украинского театра (1928—1933), затем — Сталинского украинского драматического театра (1933—1938).
В 1933 году вместе с Л. Гаккебуш основал Сталинский театр кукол.
В 1939—1964 годах — актёр Киевского украинского драматического театра им. И. Франко.
В 1939 году был арестован по обвинению в антисоветской, националистической, террористической деятельности, однако вскоре освобождён за недостаточностью доказательств.
Во время войны вместе с театром находился в Семипалатинске (Казахстан), в составе актёрской фронтовой бригады выезжал на фронт. Имея литературный талант, публиковал собственные поэтические и сатирические фельетоны в газетах и боевых листках.
В 1964—1984 годах — ведущий актёр Киевского театра русской драмы им. Л. Украинки.
В 1964 году в составе делегации украинских деятелей искусств был в США и Канаду, где выступал с чтениями сочинений Т. Г. Шевченко.
С 1926 года снимался в кино. Член Союза кинематографистов Украинской ССР.
Сыграл более 200 театральных и 30 кинематографических ролей.
Умер в Киеве 28 июля 1984 года. Похоронен на Байковом кладбище.

## Награды и звания
- Орден Ленина (1951)
- Орден Трудового Красного Знамени (1966)
- Орден Кирилла и Мефодия I степени (НРБ)
- Медаль «За доблестный труд в Великой Отечественной войне 1941—1945 гг.»
- Медаль «В память 1500-летия Киева»
- Заслуженный артист Украинской ССР (1943)
- Народный артист Украинской ССР (1948)
- Народный артист СССР (1960)
- Сталинская премия второй степени (1951) — за исполнение роли Ветрового в спектакле «Калиновая роща» А. Е. Корнейчука
- Государственная премия Украинской ССР им. Т. Шевченко (1983) — за создание образов советских современников в спектаклях «Предел спокойствия», «Кафедра», «Тема с вариациями» на сцене КАТРД им. Л. Украинки

## Творчество

### Театральные роли
- 1926 — «Гайдамаки» по Т. Г. Шевченко — Железняк (Одесский театр «Робсельтеатр»)
- 1927 — «Гайдамаки» по Т. Г. Шевченко — Железняк (Одесский театр украинской Госдрамы)
- 1927 — «97» Н. Г. Кулиша (Одесский театр украинской Госдрамы)
- 1929 — «Диктатура» И. К. Микитенко (Харьковский Краснозаводской рабочий украинский театр)
- 1942 — «Назар Стодоля» Т. Г. Шевченко — Игнат (Семипалатинск)
- «Ведьма» Т. Г. Шевченко — Пана (Харьковский Краснозаводской рабочий украинский театр)
- «Любовь Яровая» К. А. Тренёва — Кошкин
- «Кадры» И. К. Микитенко — Тарас
- «Запад» И. Э. Бабеля — Никифор
- «Русские люди» К. М. Симонова — Васин
- «За двумя зайцами» М. П. Старицкого
- «Ой, не ходи, Грицю, та й на вечерницы» М. П. Старицкого

#### Донецкий академический украинский музыкально-драматический театр
- 1934 — «Гибель эскадры» А. Е. Корнейчука — Гайдай
- 1934 — «Егор Булычов и другие» М. Горького — Егор
- 1935 — «Платон Кречет» А. Е. Корнейчука — Платон Кречет
- 1936 — «Песня о Свече» И. А. Кочерги — Иван Свечка, Чип
- 1938 — «Макбет» У. Шекспира — Макбет

#### Киевский украинский драматический театр им. И. Франко
- 1940 — «Украденное счастье» И. Я. Франко — Гурман
- 1941 — «Много шума из ничего» У. Шекспира — Бенедикт
- 1942 — «Фронт» А. Е. Корнейчука — Огнёв
- 1942 — «Богдан Хмельницкий» А. Е. Корнейчука — Богдан
- 1942 — «Последняя жертва» А. Н. Островского — Дульчин
- 1946 — «Вишневый сад» А. П. Чехова — Лопахин
- 1948 — «Ученик дьявола» Б. Шоу — Ричард
- 1948 — «Макар Дубрава» А. Е. Корнейчука — Кондрат Тополя
- 1949 — «Двенадцатая ночь» У. Шекспира — сэр Тоби
- 1949 — «Юлиус Фучик» Ю. А. Буряковского — Юлиус Фучик
- 1950 — «Калиновая роща» А. Е. Корнейчука — Ветровой
- 1951 — «Назар Стодоля» Т. Г. Шевченко — Игнат
- 1952 — «Ревизор» Н. В. Гоголя — Городничий
- 1952 — «Порт-Артур» А. Н. Степанова и И. Ф. Попова — Борейко
- 1953 — «Угрюм-река» по В. Я. Шишковы — Прохор
- 1954 — «Крылья» А. Е. Корнейчука — Ромодан
- 1957 — «Дума про Британку» Ю. И. Яновского — Несвятипаска
- 1960 — «Над Днепром» А. Е. Корнейчука — Родион

#### Киевский театр русской драмы им. Л. Украинки
- «На диком бреге» Б. Н. Полевого — Литвинов
- «Первый удар» К. П. Кюлявкова — Димитров
- «Разлом» Б. А. Лавренёва — Берсенев
- «Надеяться» Ю. Н. Щербака — Отец
- «Пока арба не перевернулась» О. Ш. Иоселиани — Агабо

### Режиссёр
- 1956 — «Ой, не ходи, Грицю, та й на вечерницы» М. П. Старицкого

### Радиопостановки
- 1962 — «Петербуржская осень» А. Е. Ильченко
- «Много шума из ничего» У. Шекспира
- «Правда» А. Е. Корнейчука
- «В степях Украины» А. Е. Корнейчука
- «Платон Кречет» А. Е. Корнейчука
- «Свадьба Свички» И. А. Кочерги
- «Ярослав Мудрый» И. А. Кочерги

### Фильмография
1. 1926 — Тарас Шевченко — Александр II
2. 1938 — Пётр Первый — крестьянин Федька / граф П. И. Ягужинский
3. 1939 — Эскадрилья № 5
4. 1940 — Макар Нечай — Макар Нечай
5. 1942 — Партизаны в степях Украины — раненый партизан
6. 1942 — Славный малый — Клод
7. 1944 — Большая земля — Аникеев
8. 1945 — Украинские мелодии (музыкальный фильм) — Богдан Хмельницкий
9. 1947 — Подвиг разведчика — генерал разведки
10. 1947 — Голубые дороги — Сергей Константинович
11. 1950 — Щедрое лето — Рубан
12. 1950 — В мирные дни — адмирал
13. 1952 — Неразлучные друзья — Николай Васильевич
14. 1952 — В степях Украины (фильм-спектакль) — Петренко
15. 1952 — Украденное счастье (фильм-спектакль) — Михаил
16. 1953 — Калиновая роща (фильм-спектакль) — Сергей Павлович Батура
17. 1954 — «Богатырь» идёт в Марто — Боцман Бутенко
18. 1954 — Командир корабля — вице-адмирал Серов
19. 1956 — Кровавый рассвет — Лукьян Подпара
20. 1956 — Без вести пропавший — Ян Ковач
21. 1956 — Триста лет тому… — гетман Богдан Хмельницкий
22. 1957 — Правда — пан Чубатенко
23. 1959 — Небо зовёт — Василий Матвеевич Демченко
24. 1960 — Люди моей долины — Товкач
25. 1960 — Спасите наши души — отец Цымбалюка
26. 1962 — Сейм выходит из берегов — Буслай
27. 1965 — Игра без правил — Максим Малинин, полковник контрразведки
28. 1981 — Танкодром — Тимохин

#### Режиссёр
1. 1957 — Правда (совм. с И. П. Шмаруком)

## Память
- В 1985 году, в Киеве, на фасаде дома по улице Крещатик, 13, где жил в 1951—1984 годах В. Добровольский установлена мемориальная доска (скульптор Б. С. Довгань, архитектор А. С. Тамаров). В 1989 году заменена на другую (бронза; скульптор А. С. Фуженко, архитектор Т. Г. Довженко).